# 斯捷波韋 (克雷門丘克區)
49°25′48″N 33°25′36″E / 49.43000°N 33.42667°E
斯捷波韋，是烏克蘭中部波爾塔瓦州克雷门丘克区赫洛贝内市镇的村落，距離大克倫基4公里，面積1.89平方公里，海拔高度112米，2001年人口441。